# Таргувек
Таргувек — дзельница (район) Варшавы, столицы Польши, расположенная в северной части города.

## История
Ранее в Привислинском крае России деревня Таргувек, административный центр гмины Брудно Варшавского уезда. 
Сейчас Таргувек делится на две зоны: жилую и промышленную. Около 30 % территории района занимают муниципальные парки, такие как Ласек Бродновски, Парк Брондовски и Парк Вьеха в восточной части района. Между 1994 годом и 2002 год Таргувек был независимым муниципалитетом.
Таргувек граничит с районом Прага Пулноц на западе, с Бялоленкой на севере, с Рембертувом, с пригородами Зомбки и Марки на востоке и с Прагой Полудне на юге.

## Достопримечательности
- Брудновское кладбище — одно из самых крупных по площади кладбищ в Европе (135 гектаров, около 1 миллиона похороненных).
- Еврейское кладбище в Бродно, основанное в 1780 году, было разрушено немцами во время Второй мировой войны. Среди похороненных там изобретатель Авраам Штерн.
- Театр Рампа

## Галерея

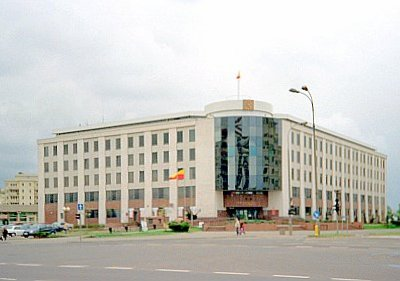
Администрация Таргувека.
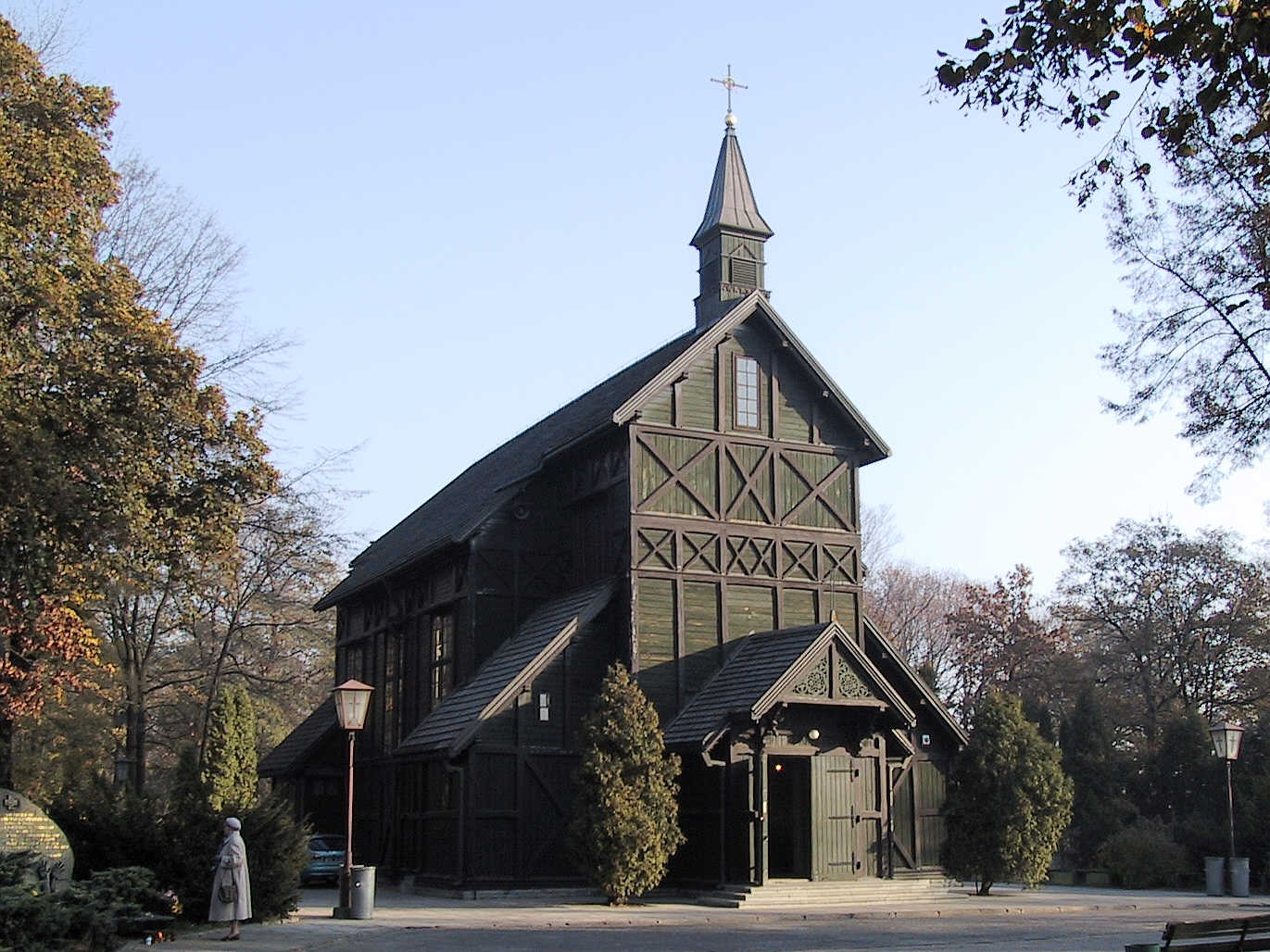
Деревянный костёл Св.Винсента на кладбище Бродно.
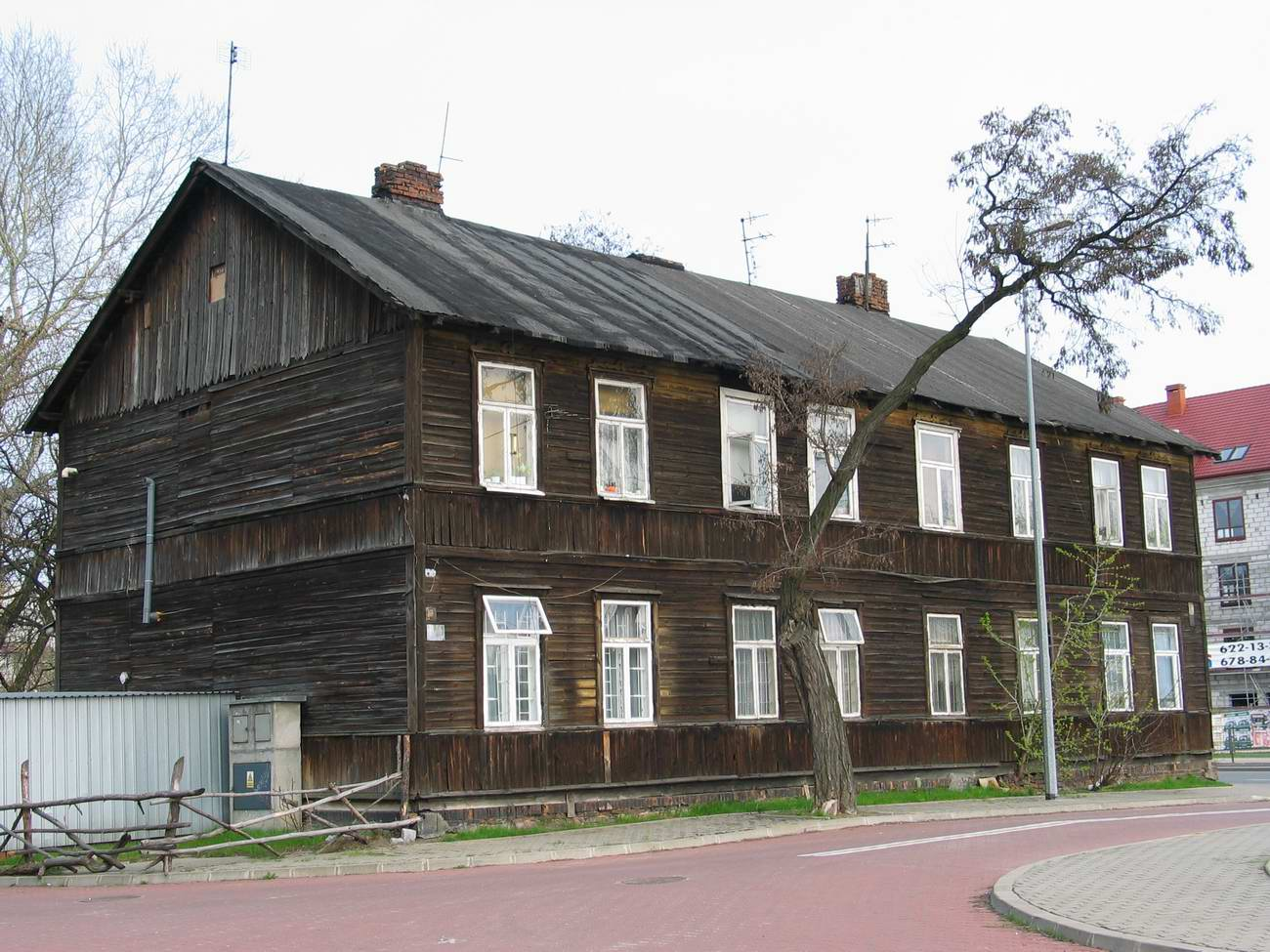
Деревянный дом на улице Бирути, 18.
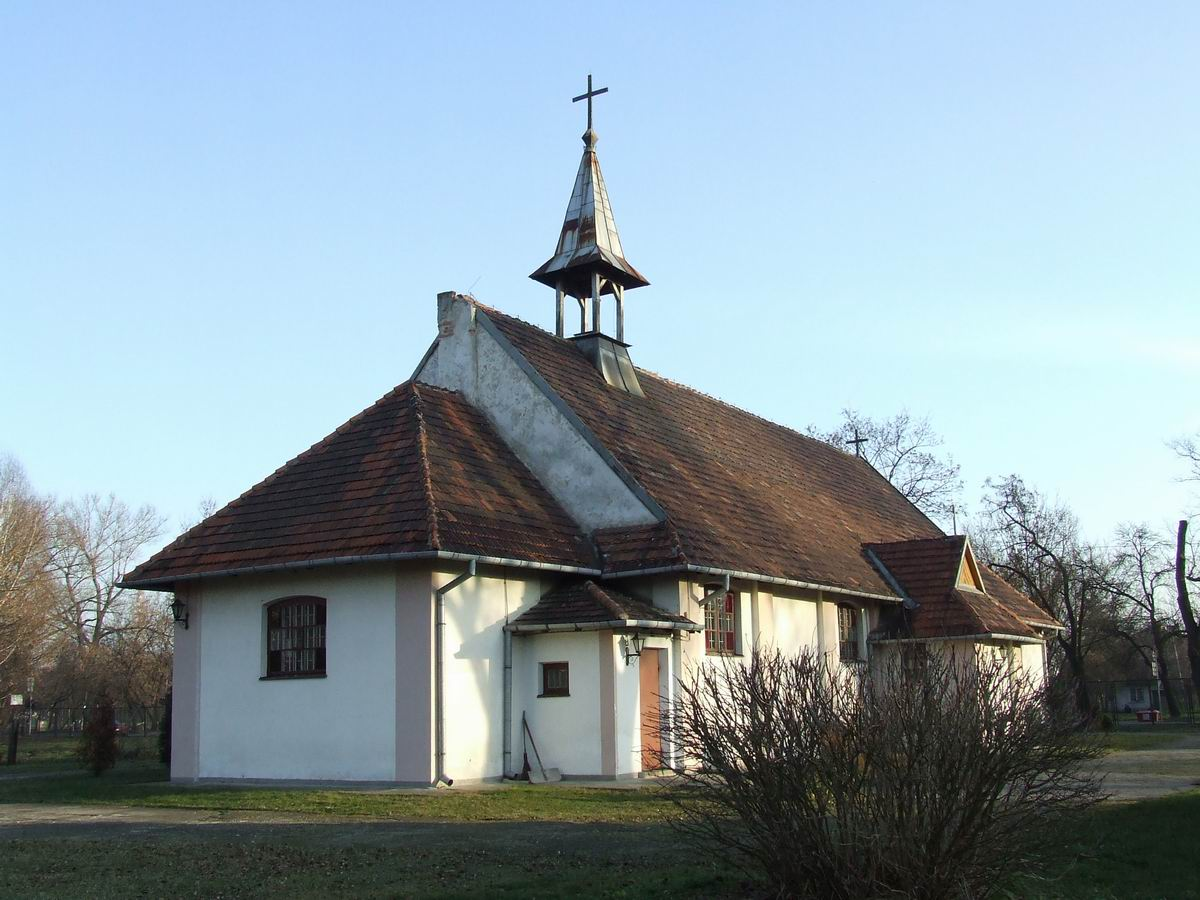
Костёл Воскресения Христа в Таргувеке.
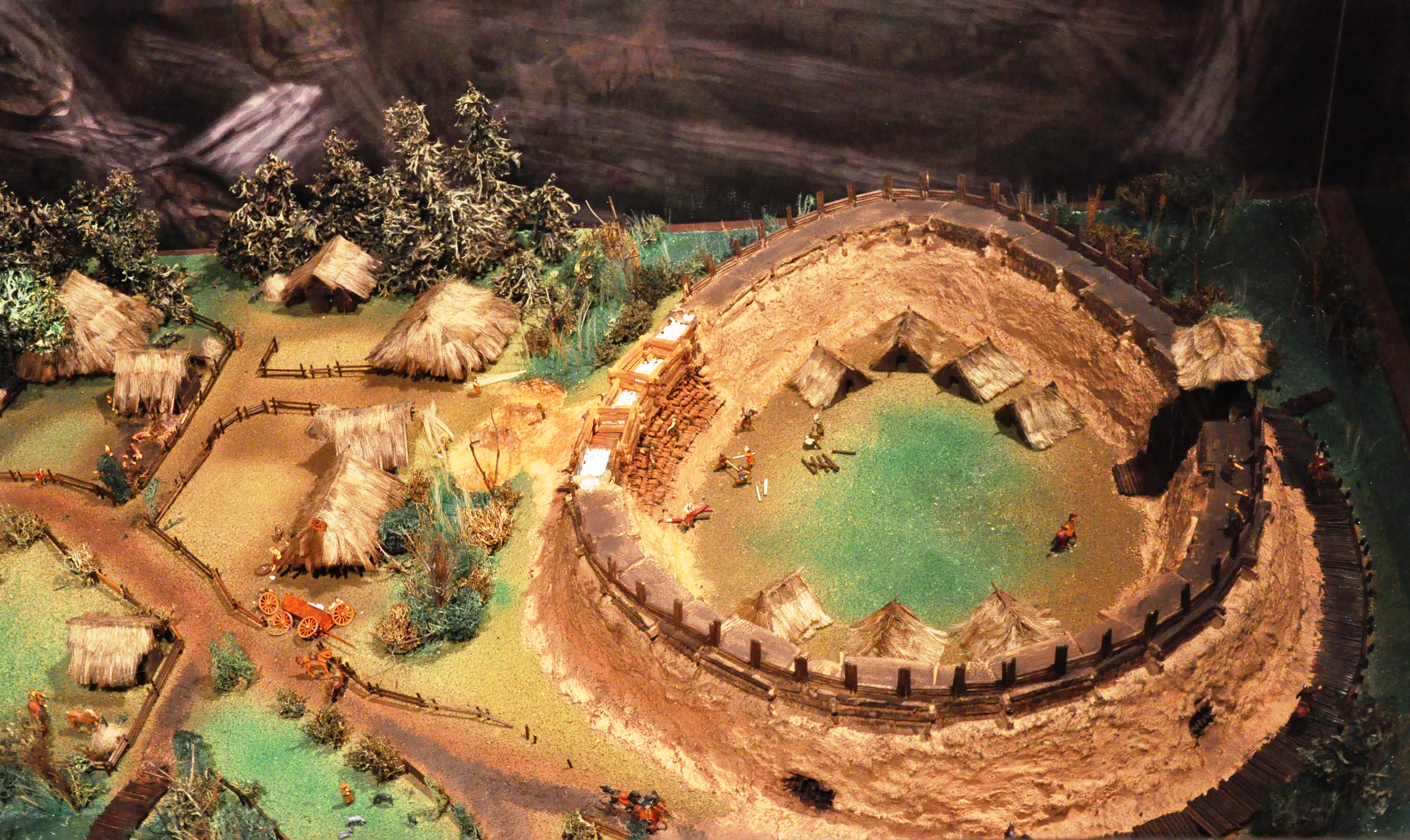
Макет городища в Бродно[пол.] в Археологическом музее Варшавы.
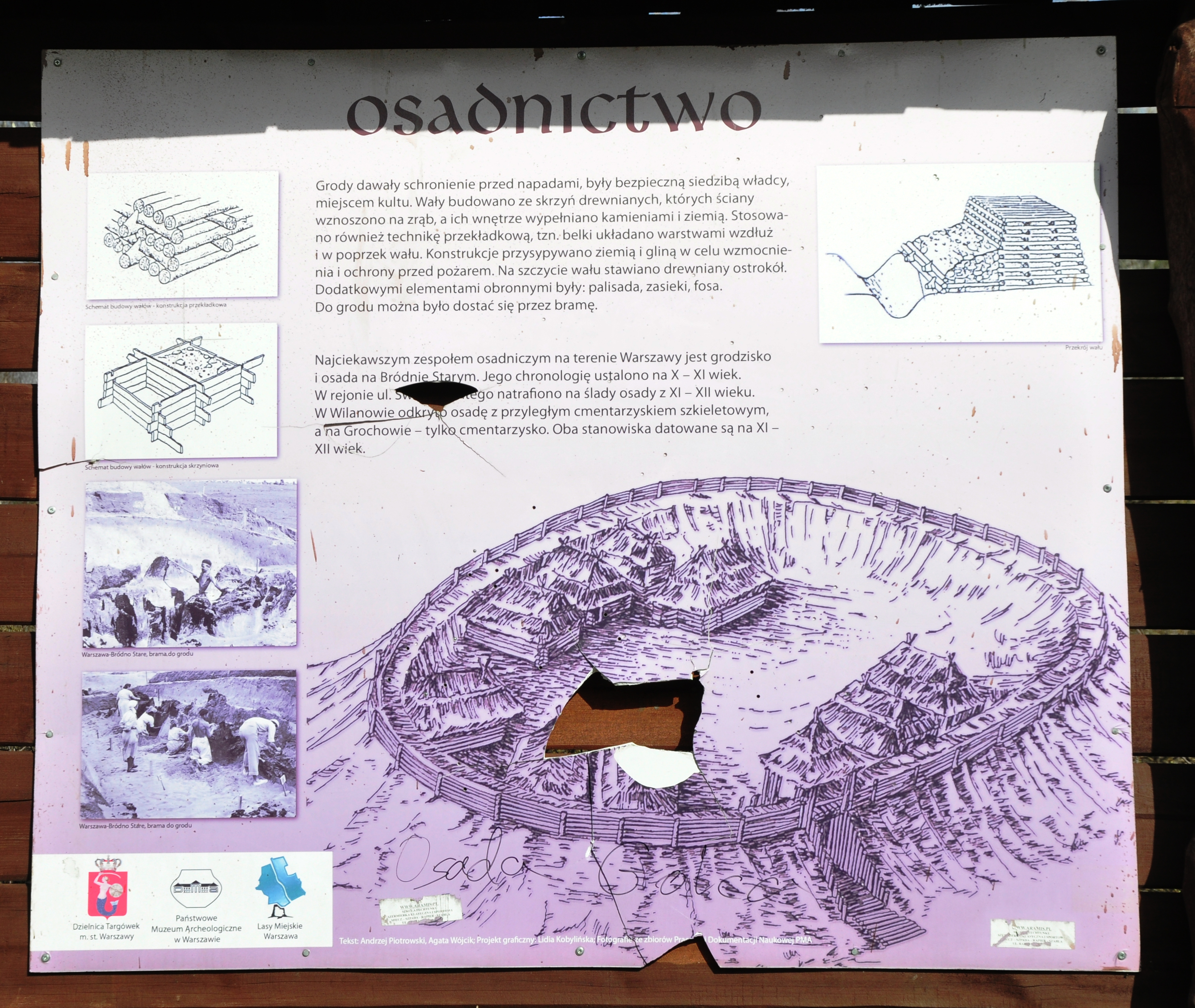
Информационная доска обслуживающего археологического музея о замке Бродно.